# Arif (rappeur)
Pour les articles homonymes, voir Arif.
Arif Salum (né le 15 juillet 1986 à Oslo) est un rappeur norvégien.

## Biographie
En janvier 2013, il remporte, sous le nom de Phil T. Rich, la finale d'un concours musical organisé par la NRK. En novembre de la même année, il sort son premier album Aldri & Alltid sous le label Warner. En avril 2015, il sort son deuxième album, HighEnd / Asfalt. Cet album reste classé deux semaines sur la VG-lista et lui permet de remporter le prix Spellemannprisen 2015 dans la catégorie « urban ».
Arif sort son quatrième album Meg & Deg Mot Alle en novembre 2017. Arif est nommé dans trois catégories aux Spellemannprisen 2017 : « urban » pour l'album, « chanson de l'année » pour Alene et « clip de l'année » pour Himmelen, réalisé par Johannes Muskat Greve. Le morceau Alene est également nommé aux P3 Gull 2017 dans la catégorie « morceau de l'année ». Arif est nommé aux P3 Gull 2018 dans la catégorie « artiste live de l'année » et aux P3 Gull 2019 dans la catégorie « morceau de l'année » pour Hvem Er Hun. Avant les Spellemannprisen 2019, Arif est nommé dans trois catégories : « album de l'année » et « parolier de l'année » pour Arif i Waanderland et « morceau de l'année » pour Hvem Er Hun.
En 2022, Arif participe à l'émission Hver gang vi møtes sur TV 2.
Arif remporte le prix P3 en 2023, un prix d'honneur décerné lors du P3 Gull. Lors du Spellemannprisen 2023, il remporte la catégorie hip-hop pour son EP Å drukne en fisk.

## Discographie

### Albums studio
- 2012 : Kom så tok færdiih
- 2013 : Aldri & alltid
- 2015 : HighEnd/asfalt
- 2017 : Meg & deg mot alle
- 2019 : Arif i Waanderland

### EP
- 2012 : Kom så tok færdiih
- 2022 : BluesBrutterne (avec Stig Brenner)
- 2023 : Å drukne en fisk

### Singles
- 2012 : Flexnes
- 2013 : Gal
- 2013 : Hun bruker meg
- 2014 : Lowkey
- 2015 : Kanke gi opp (avec Magnus Eliassen)
- 2015 : Sulten
- 2015 : Flammer
- 2017 : Alene
- 2019 : Eskimoblod
- 2019 : Hvem er hun
- 2021 : Kattepus (avec Stig Brenner)
- 2022 : Hellig